# 布拉兰盖姆
布拉兰盖姆（法語：Blaringhem，法語發音：[blaʁɛ̃ɡɛm]）是法国上法蘭西大區北部省的一个市镇，位于该省西北部，属于敦刻尔克区。

## 地理
布拉兰盖姆（50°41'31"N, 2°24'13"E）面积18.23 平方千米，位于法国上法蘭西大區北部省，该省份为法国最北部的省份及最长的省份，西北濒北海，西接加来海峡省，南至埃纳省和索姆省，东与比利时接壤。
与布拉兰盖姆接壤的市镇（或旧市镇、城区）包括：兰德、维特、塞尔屈、斯滕贝克、拉坎盖姆、罗克图瓦尔、博斯盖姆、莫尔贝克、勒内斯屈尔。
布拉兰盖姆的时区为UTC+01:00、UTC+02:00（夏令时）。

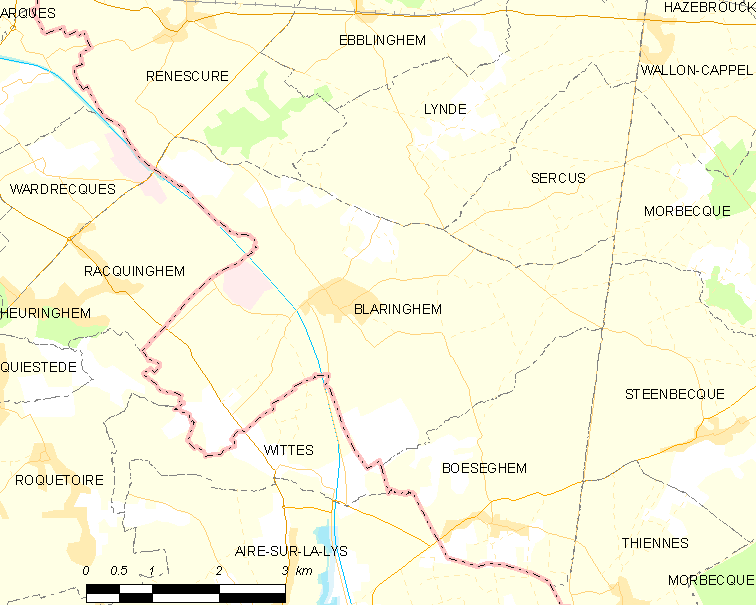
布拉兰盖姆的OSM定位图

## 行政
布拉兰盖姆的邮政编码为59173，INSEE市镇编码为59084。

## 政治
布拉兰盖姆所属的省级选区为阿兹布鲁克县。

## 人口

1962-2008年间布拉兰盖姆人口变化图示

布拉兰盖姆于2022年1月1日时的人口数量为2046人。